# 刺身
刺身（日语：／ sashimi *；台灣話：Sa-sí-mih。台灣或譯沙西米），通常指生魚片，但也可用牛肉、雞肉、馬肉或是任何可以切成片狀食用的材料製作，是一種常见的日本料理。它的做法是以新鮮未煮的食材切成片，蘸醬油、山葵和味噌等調味料食用。
刺身通常使用新鮮食材製作，魚如果不新鮮，生吃可能會有細菌或寄生蟲污染，因此日本人雖然喜歡吃刺身，但在20世紀初冰箱尚未被發明之前實際上並不流行，唯沿海地区較为普及。在保鮮和運輸條件改進之後，吃刺身的日本人才逐渐增多。生魚片的營養價值頗高，含有豐富的蛋白質、ω-3脂肪酸、維他命與微量礦物質，且脂肪含量低，稱得上是營養豐富且容易吸收的食物。
由於刺身是日本料理中最為清淡的菜式，所以在餐中通常為最早的一道菜。以免濃烈味道的菜式會把清新的鮮魚味蓋過。很多時候刺身亦會與壽司同時食用，亦以蘿蔔、青菜和海藻等作為配菜。

## 刺身的材料

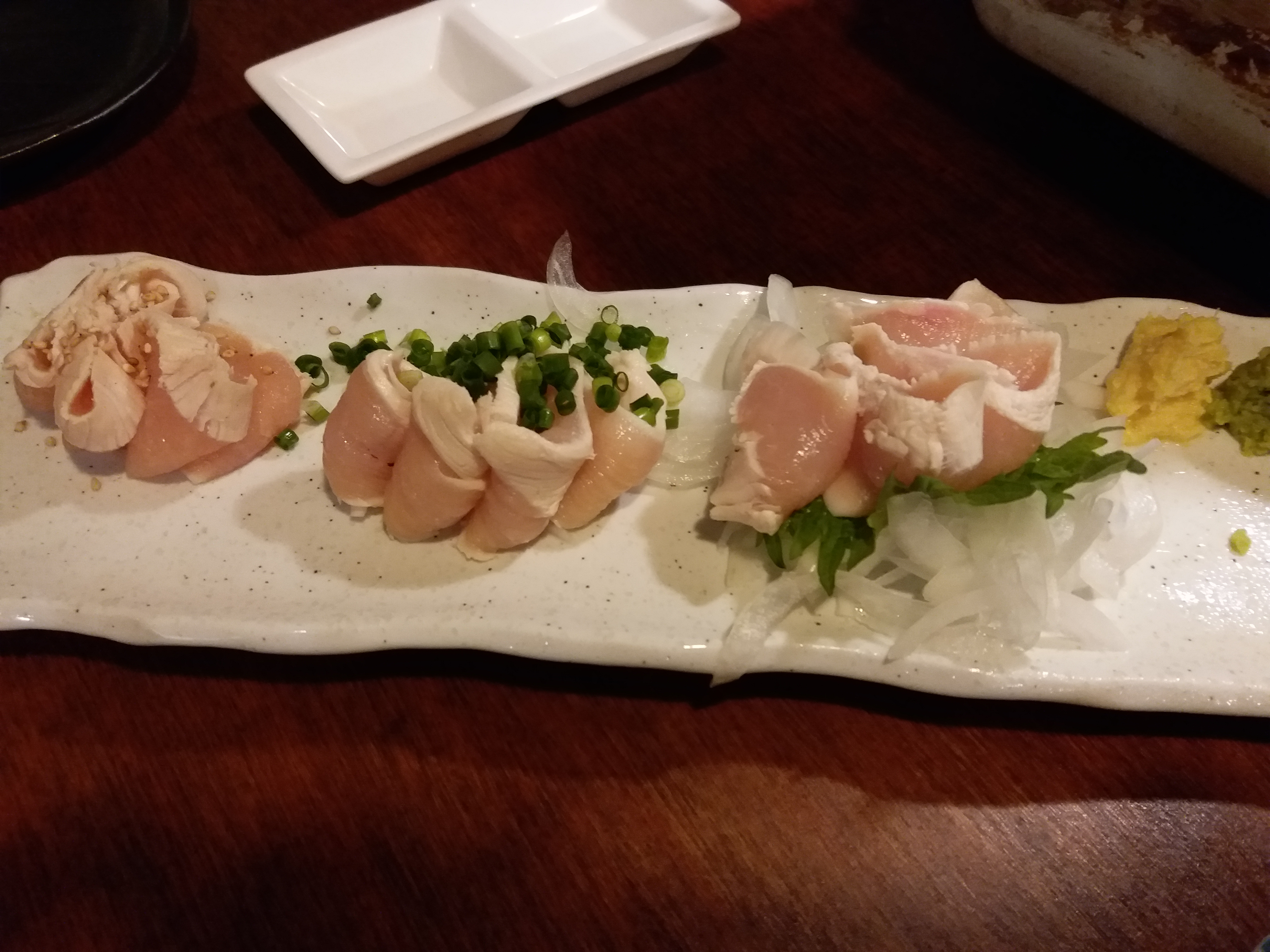
雞肉刺身

- 鮪（日语： Maguro）：是北方藍鰭金槍魚。另外Aki是黃鰭金槍魚。[1]
  - 赤身（日语： Akami）：一般是北方藍鰭金槍魚魚身上背部等較瘦的魚肉。[1]
  - 腹肉（日语： Toro）：又可細分兩種
    - 大腹（日语： Ōtoro）：是鮪魚身上最肥的魚肉，入口即化。
    - 中腹（日语： Chūtoro）：是鮪魚身上介於Akami與Ōtoro之間的肥鮪魚肉。[1]
- 鮭（日语： Salmon，分為魚肉和魚腩。魚腩軟滑入口即化。
- 蝦（日语： Ebi）
- 魷（日语： Ika）
- 鮃（日语： Hirame）
- 鮫（日语： same）
- 鮹（日语： tako）
- 魨（日语： Fugu）
- 鱚（日语： kisu）
- 鱵（日语： sayori）
- 鰯（日语： iwashi）
- 鰺（日语： Aji）
- 鱒（日语： masu）
- 鰻（日语： unagi）
- 鯖（日语： saba）
- 鱸（日语： suzuki）
- 鰤（日语： Hamachi）
- 鰹（日语： katsuo）
- 鮑（日语： awabi）
- 鯛（日语： tai）
- 鯨肉（日语：／ Gei-niku）
- 牛肉（日语：／ Giu-niku）
- 马肉（日语：／ Ba-niku）
- 鷄肉（日语：／ Tori-niku）
- 猪肉（日语：／ Buta-niku）
- 海膽（日语： Uni）：使用海膽的生殖腺，即海膽籽。
- 黍魚子（日语： Kibinago）
- 帆立貝（日语： Hotate-gai）

## 生食準則

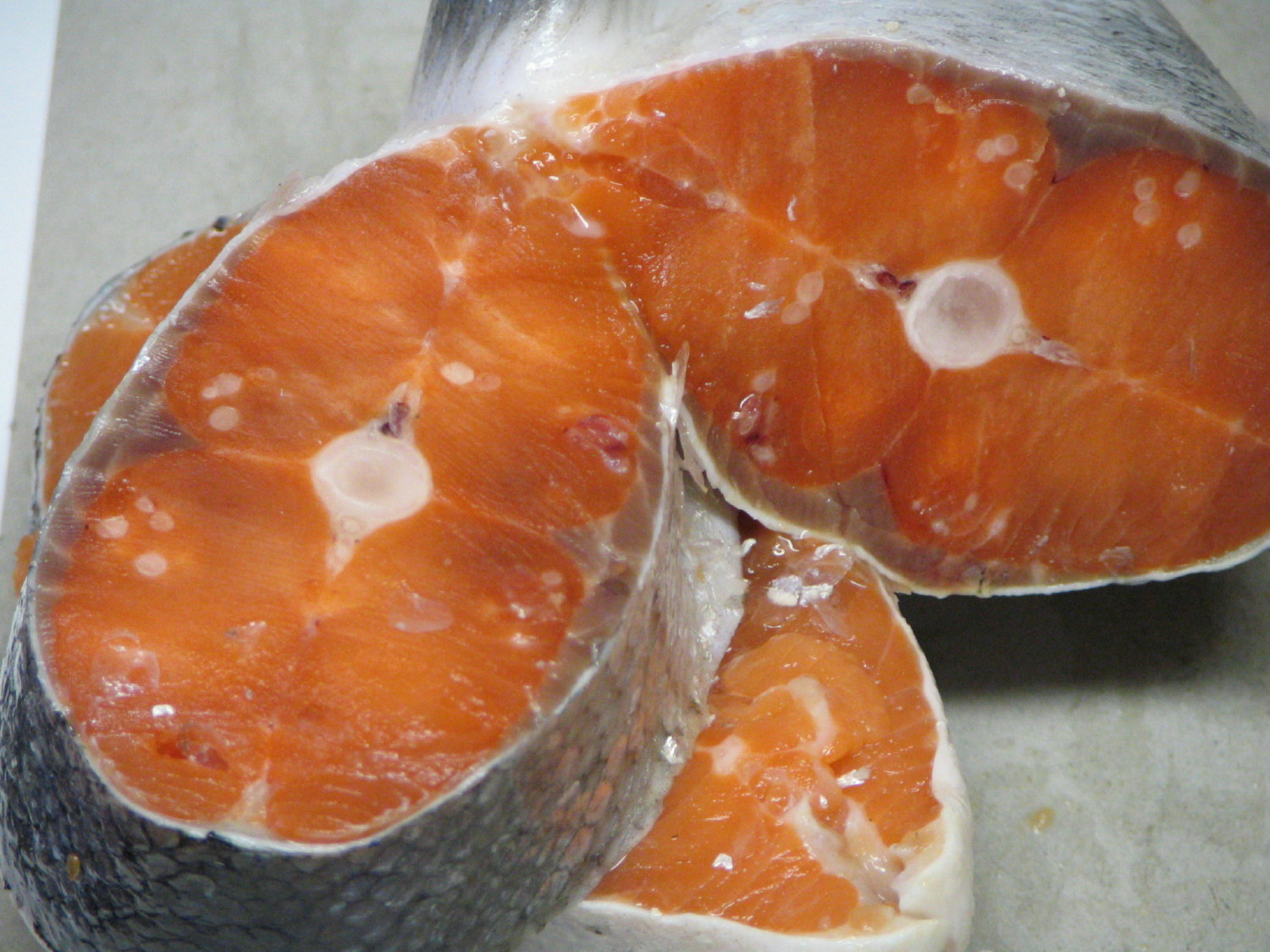
在加拿大西岸常見寄生于银大麻哈鱼身上的鲑居尾孢虫（楚氏尾孢虫）屬碘泡科黏體動物，它可以寄生在所有洄游型（鹹水）鮭魚（包括洄游型虹鱒硬頭鮭，但不包括陸封型淡水虹鱒）身上

- 捕獲時需及時分離易有寄生蟲的部位，並只食用海鮮，因能於淡水生活之水產與陸地生物較多共通寄生蟲。須維持低溫。
- 為預防海獸胃線蟲，需經冷凍使中心溫度低於攝氏零下20度24小時，歐盟亦同。（美國規範壽司用生食水產須經冷凍使中心溫度低於攝氏零下35度15小時或零下20度7日）[3]
- 東京都是要求生食用海水水產須經冷凍使中心溫度低於攝氏零下20度48小時，陸生動物肉則不建議生食。[4]
- 為預防旋尾線蟲，需經冷凍使中心溫度低於攝氏零下30度4日（等同殺蟲效果：攝氏零下35度15小時或零下40度40分）。[5]
- 解除冷凍後須保存於攝氏10度以下，並須標註為生食用。[6]

美國FDA列出了各種魚種的風險比如寄生蟲，汙染物等。

## 刺身在世界各地傳播
日治台灣時，台灣人逐漸習慣食用本地海產所作的刺身，稱為沙西米，經常在夜市與傳統市場中販賣。在日本統治南洋時，刺身也傳入了今日的帛琉、密克羅尼西亞群島和馬紹爾群島，馬紹爾人稱刺身為Chachimi。通常將鮪魚等生魚肉淋上檸檬汁，沾醬油食用。。

## 刺身圖集

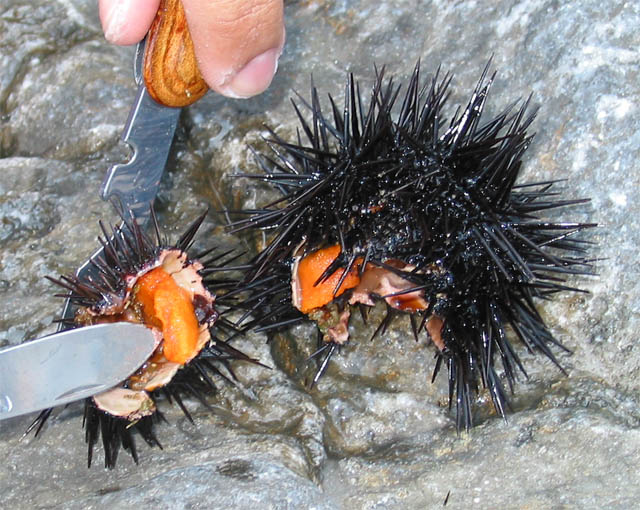
海膽籽
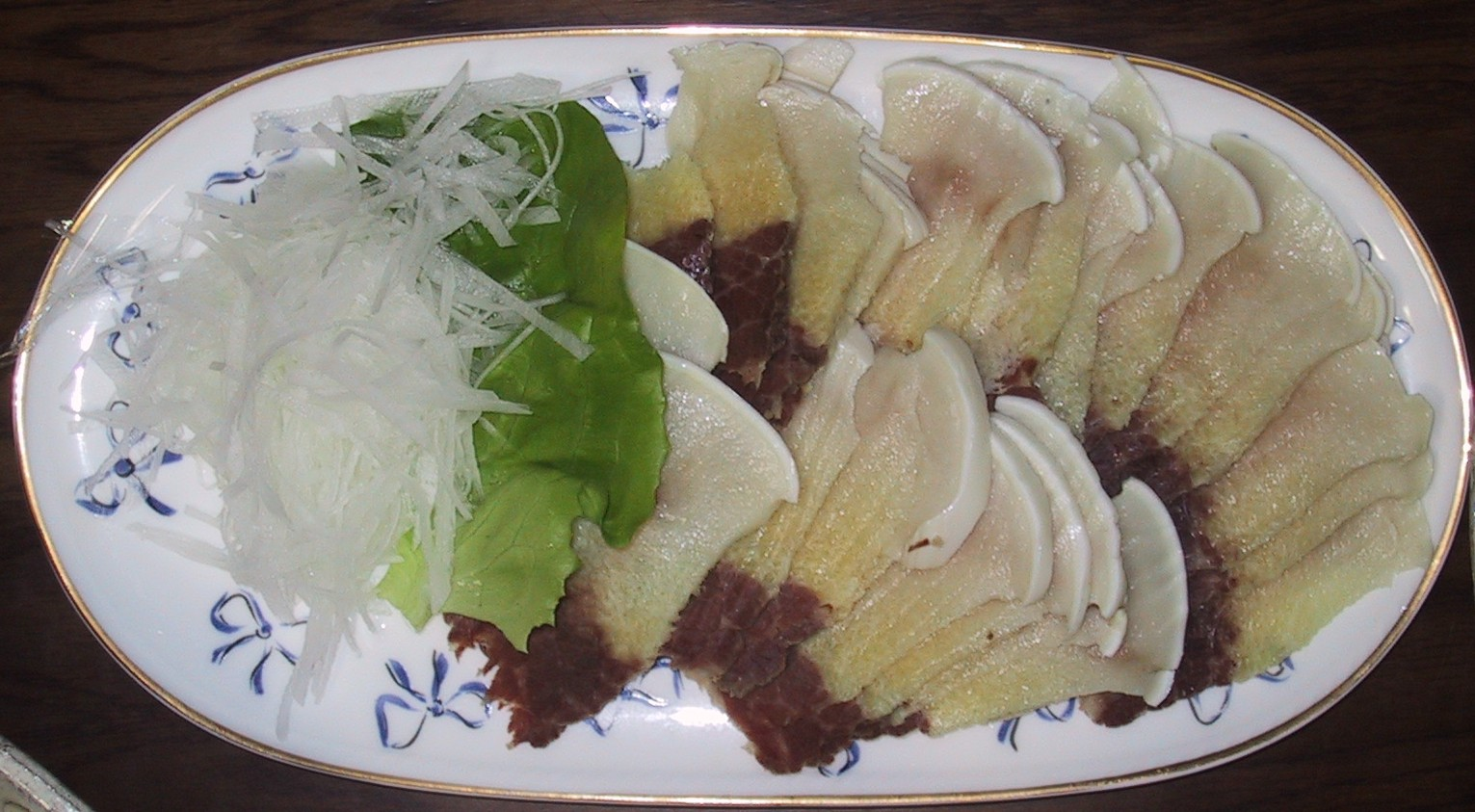
日本的鯨肉刺身
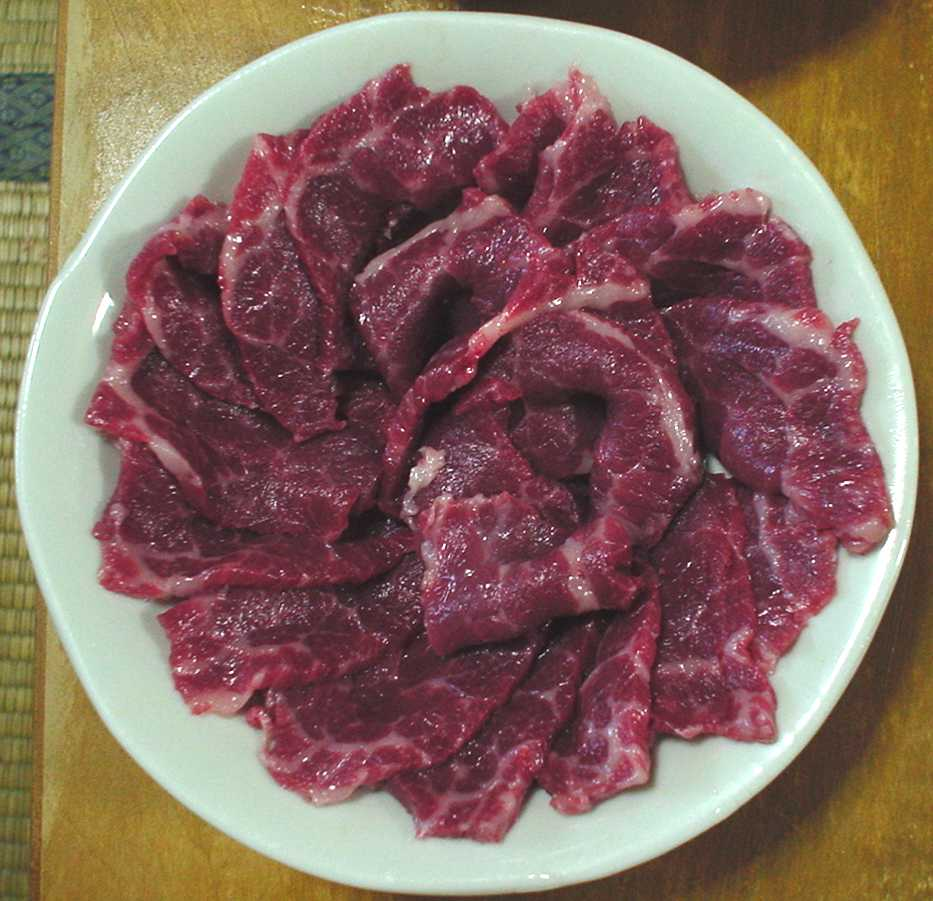
馬肉刺身
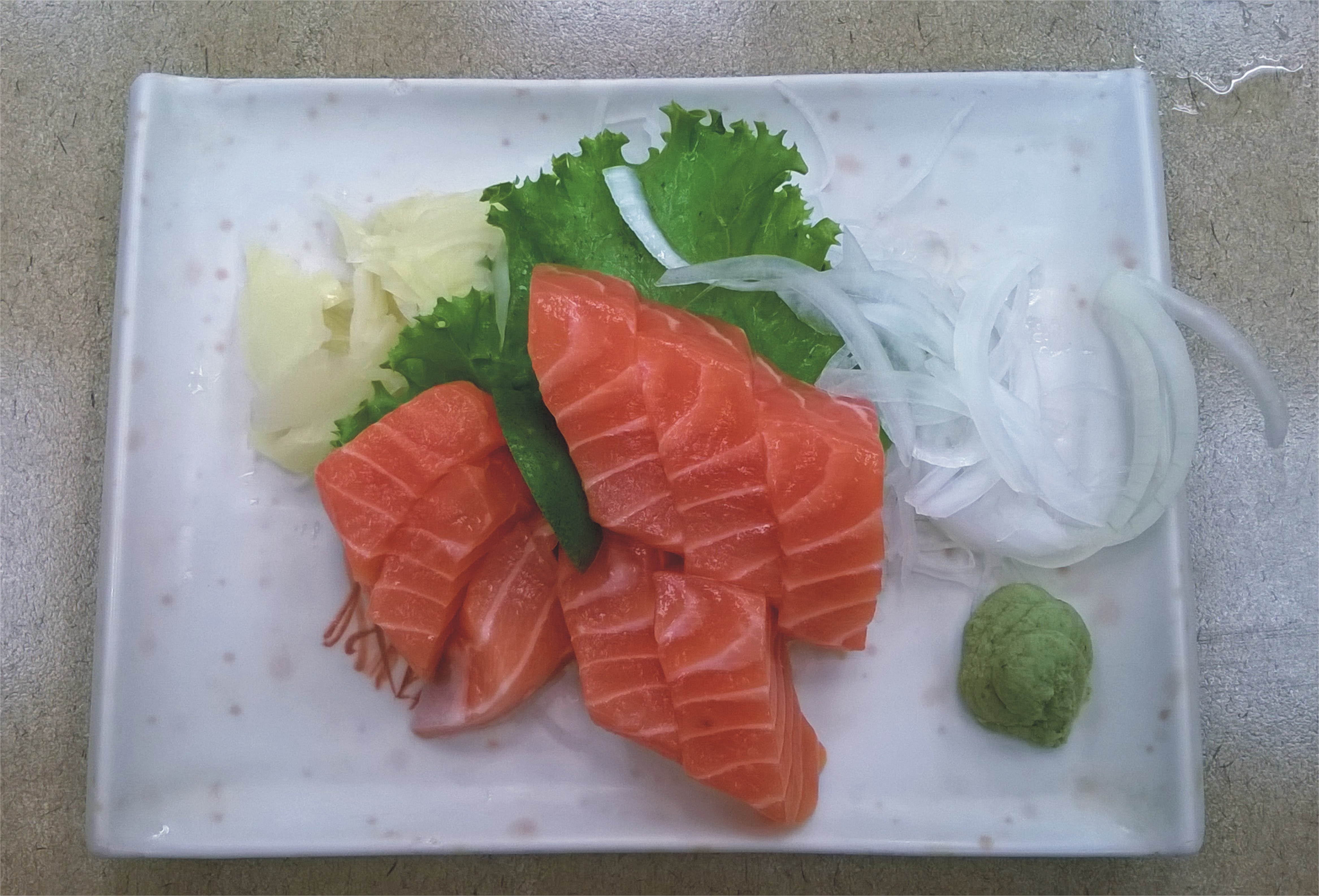
鮭魚刺身
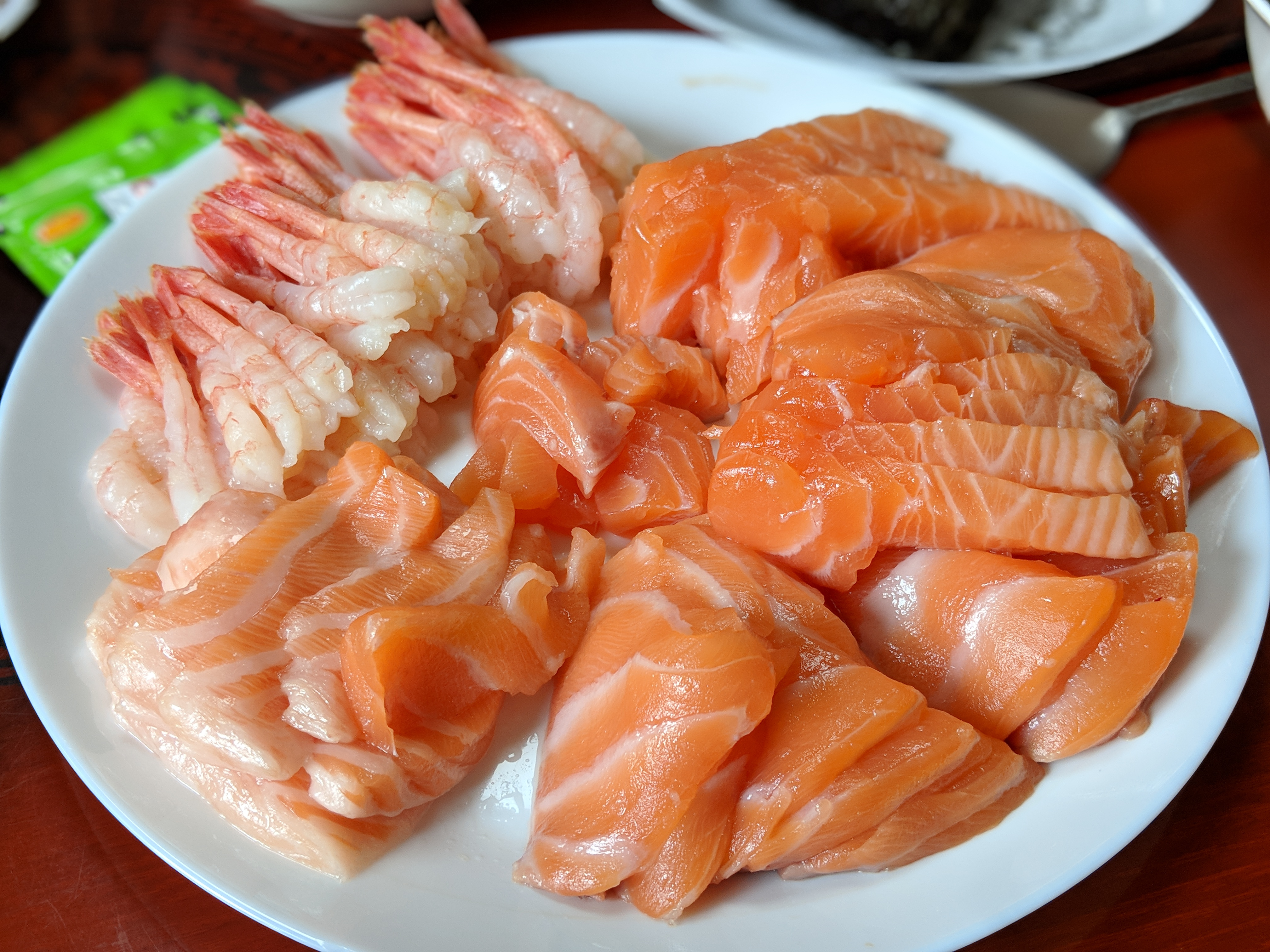
北極蝦與鮭魚的刺身拼盤
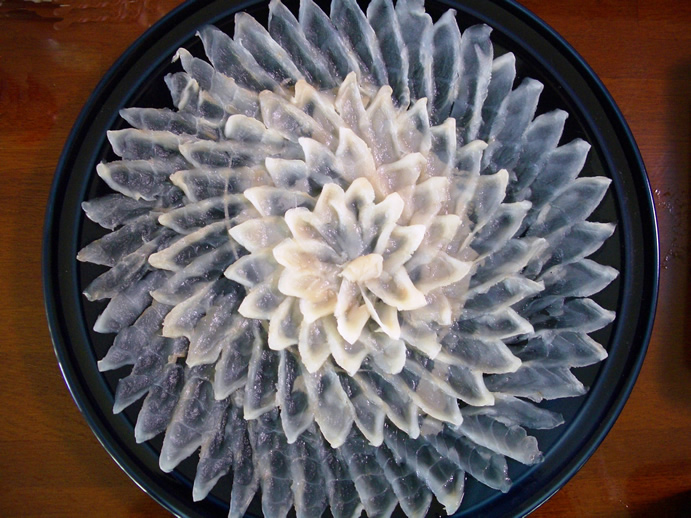
河豚刺身（フグ刺し）
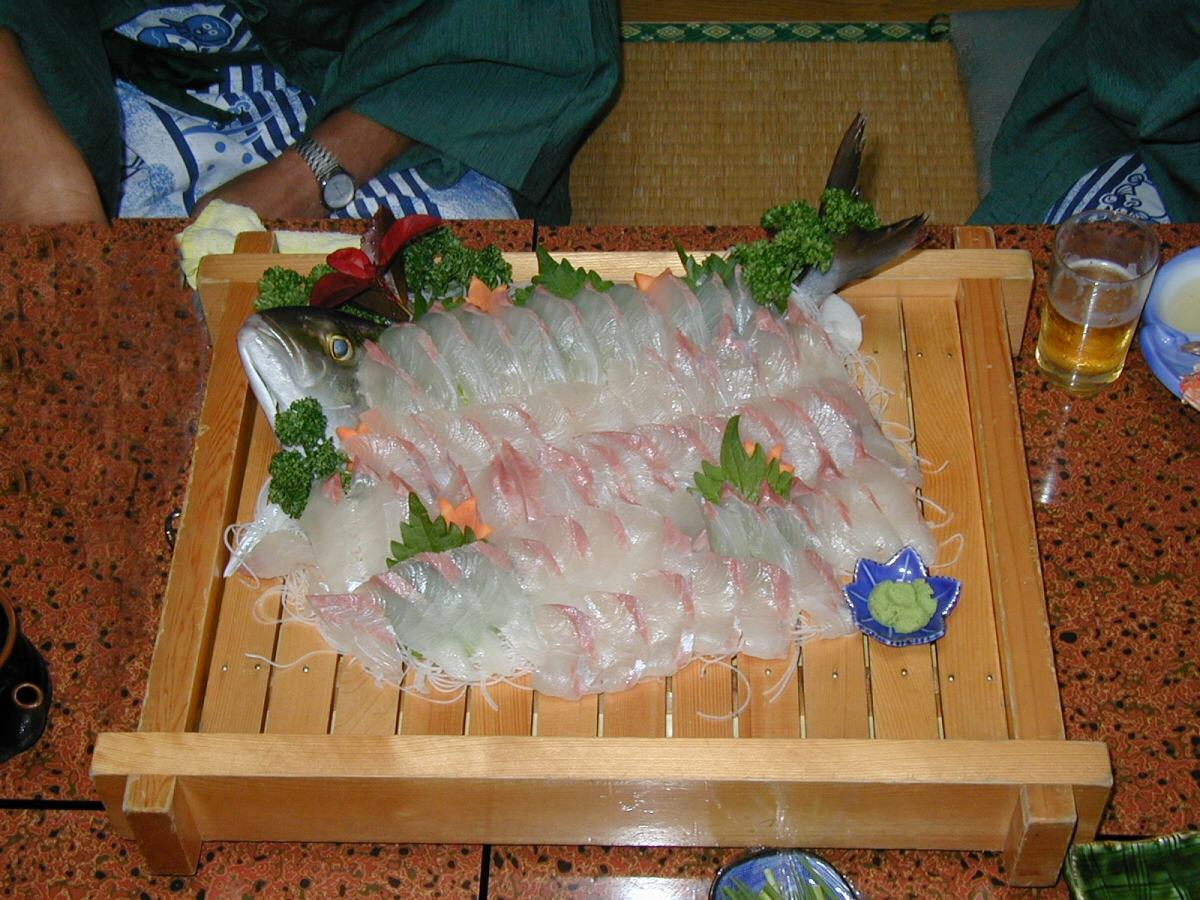
刺身
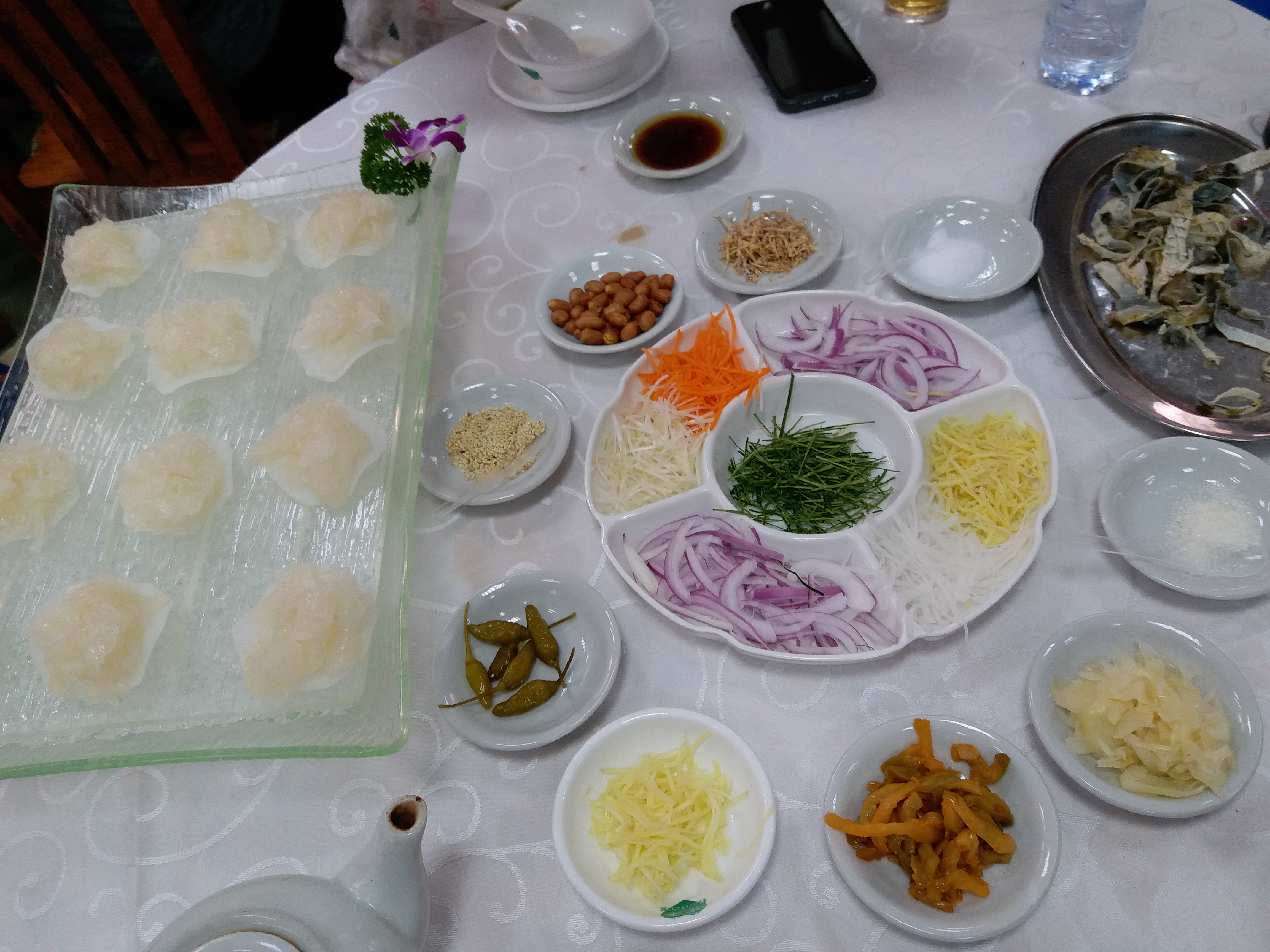
中式魚生